# 아라코가와코엔역
아라코가와코엔역(일본어: 荒子川公園駅, あらこがわこうえんえき)은 일본 아이치현 나고야시 미나토구에 위치한 나고야 임해 고속 철도 니시나고야코 선의 역이다. 역 번호는 AN08이다.

## 역사
- 2004년 10월 6일: 영업 개시.

## 역 구조
상대식 승강장 2면 2선의 고가역이다. 1,2번 선 승강장에 안전 대책으로서 스크린도어가 설치되어 있다. 배리어 프리 대응으로 엘리베이터를 1기씩 배치하였다.
일부 시간에만 역무원이 있는 순회역에서, 나카지마역이 본 역을 관리하고 있다.

### 승강장
| 1 | ■ 아오나미 선 (하행) | 긴조후토 방면       |
| 2 | ■ 아오나미 선 (상행) | 아라코・나고야 방면 |

## 역 주변
본 역은 라벤더와 벚꽃의 명소인 아라코가와 공원의 북동부에 있다. 또, 동남쪽으로는 나고야 시 남서부의 최대 쇼핑 센터인 이온 몰 나고야 미나토(베이 시티)가 있다.
- 아라코 가와 공원
  - 아라코가와 공원 가든 플라자
  - 피닉스 아일랜드
- 중부 안내견 협회(중부 안내견 종합 훈련 센터)
- 이온 몰 나고야 미나토
- 미나토하나노 탕
- 국도 제23호선
- 니트리 나고야 미나토점

## 사진

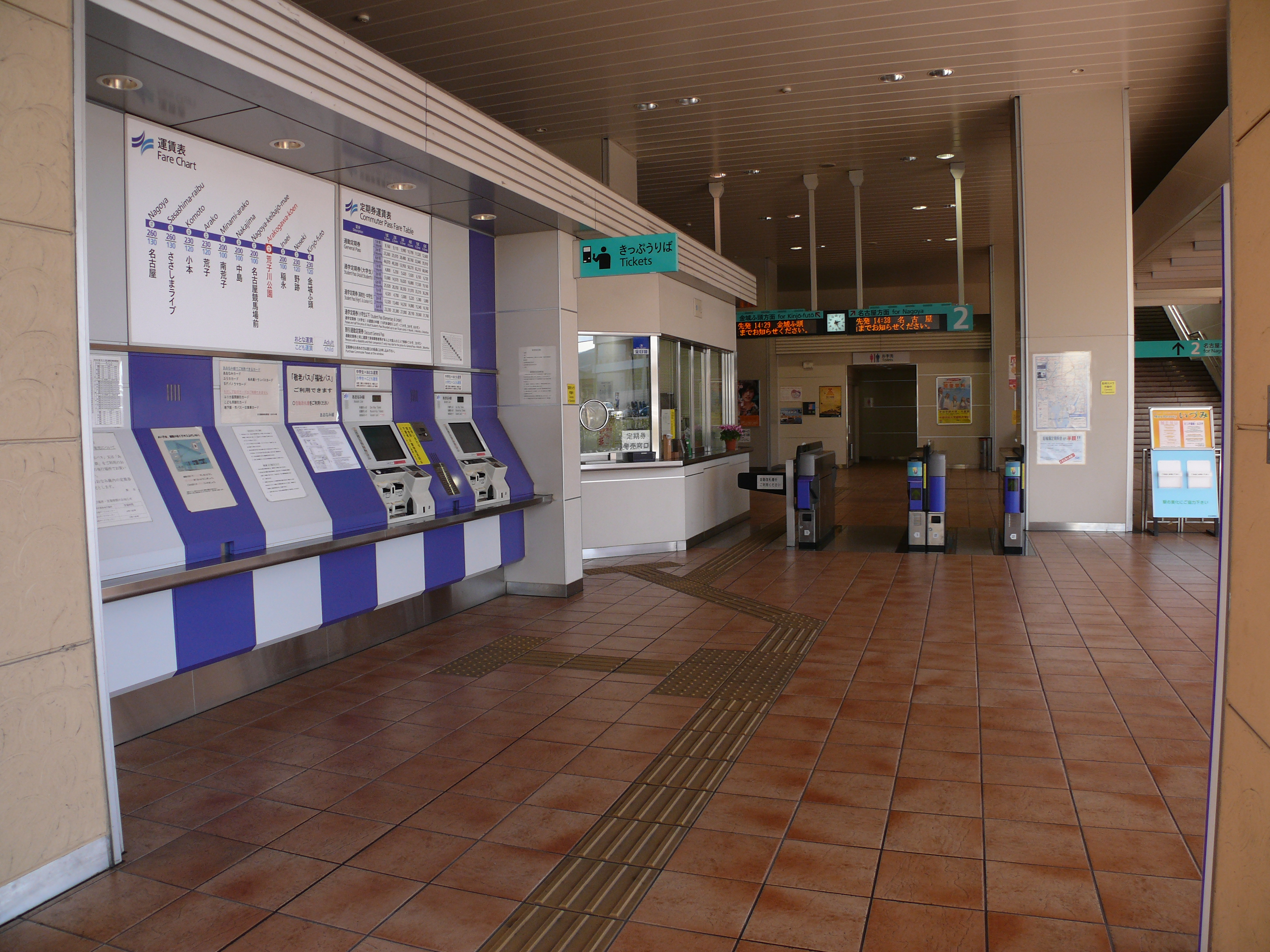
개찰구

## 인접역
| 나고야 임해 고속 철도 ■ 니시나고야코 선 (아오나미 선) | 나고야 임해 고속 철도 ■ 니시나고야코 선 (아오나미 선) | 나고야 임해 고속 철도 ■ 니시나고야코 선 (아오나미 선) |
| ----------------------------------------------------- | ----------------------------------------------------- | ----------------------------------------------------- |
| AN07 고호쿠 나고야 방면                               |                                                       | 이나에이 AN09 긴조후토 방면                           |